# 末永雅雄
末永 雅雄（すえなが まさお、1897年（明治30年）6月23日 - 1991年（平成3年）5月7日）は、日本の考古学者。橿原考古学研究所初代所長。関西大学名誉教授。文学博士（龍谷大学・論文博士・1948年）。大阪府南河内郡狭山村（現：大阪狭山市）生まれる。日本学士院会員。文化勲章受章者。大阪狭山市名誉市民。奈良県明日香村名誉村民。

## 経歴
河内狭山の旧家の一人っ子として生まれた。1904年に狭山尋常小学校入学、父親の勧めで狭山池周辺の土器片集めに熱中する。隣家の陸軍大将植田謙吉に憧れて陸軍幼年学校入学を希望するも母親に反対され進学を断念、土器石器集めや、祖父が集めた古武器を眺めて暮らすうち、水戸学の学統をひく感化院院長高瀬真卿の日本刀の新聞連載を読み、高瀬と文通を始める。
1909年に親の反対を押し切って家を飛び出し、高瀬の書生となって刀剣鑑定術や歴史を学ぶ。帰郷後、古物研究に奈良帝室博物館に日参する日々を送る。1917年（大正6年）、許嫁と結婚後、大阪の騎兵第四連隊第三中隊に入隊。1920年に関保之助に師事し、有職故実、考古学の指導を受ける。1926年に京都帝国大学の考古学研究室員となり、濱田耕作に考古学、西田直二郎に史学を学ぶ。その後、京大に在籍しつつ、1927年(昭和2年)に奈良県史蹟名勝天然記念物調査会嘱託・考古学担当として発掘・研究（唐古・鍵遺跡、石舞台古墳、円照寺裏山古墳等）を行う。
1934年に刊行した『日本上代の甲冑』により、1936年に帝国学士院賞を受賞する。当時最年少の受賞であった。
奈良県吉野郡の宮滝遺跡の発掘が1930年（昭和5年）から1938年（昭和13年）まで奈良県による本格的に行われた。その成果が『宮滝の遺跡』（1944年）として発刊された。1938年から橿原神宮外苑の整備に伴い、並行して橿原遺跡の調査を敢行したが、その際の調査事務所を橿原考古学研究所と呼び、調査員として、末永のほか、酒詰仲男・澄田正一・日色四郎・島本一・吉田宇太郎・黒田昇義等が所属した。これが拡大、県営となって、奈良県立橿原考古学研究所となった。1938年7月に濱田が死去し、後任の教授に梅原末治が収まり、末永の他大学での講義のシラバスを巡って梅原との間に行き違いが生じ、京大考古学教室と半ば縁切れとなった。末永は龍谷大学に橋頭保を築き、そこで文学博士の称号も得た。
1950年（昭和25年）、関西大学の講師に就任。その後も、高松塚古墳をはじめ、大和地方の古墳を多く手掛ける。また、航空機による古墳観察を初めて実践した。多くの後進の考古学者（伊達宗泰、網干善教、森浩一など）を育てたことでも知られる。同年代の考古学者だった同じ大阪府出身の梅原末治とは確執があったと評価せざるを得ない状況があった。
1984年に皇室ジャーナリストの河原敏明が発表した「三笠宮双子説」の情報元として末永の名前が挙がり、騒動となった（末永は否定）。双子と噂された山本静山は、末永がかつて古墳発掘のために住み込んだ円照寺の尼僧だった。
1988年、考古学者初の文化勲章受章者となった。

## 家族
- 父・末永勝三郎（-1933） - 地主。末永家は1608年に豊臣秀頼が片桐且元に狭山池の修築を命じた際に当地に土着した家来らの一家で、江戸時代には池役人を務め、その功により幕府から広い田畑を得た[4]。先祖には狭山藩典医の末永城弥がいた。末永家の三男に生まれた勝三郎は、俳号を持つ趣味人であり、雅雄に日本史や漢籍を教えた[4]。
- 母・こま - 雅雄の考古学研究のために田畑を売って生涯支えた[4]。
- 妻・堀内楢枝（-1966） - 大阪府堺市の大地主の娘で、堺市立高等女学校卒。雅雄とは親戚で幼い頃よりの許嫁。1917年に結婚し、一女を儲ける[4]。

## 受賞・叙勲・顕彰
- 1936年（昭和15年）帝国学士院賞
- 1969年（昭和44年）勲三等瑞宝章、奈良県文化賞、大阪市民文化賞、大阪府民なにわ賞[8]
- 1974年（昭和49年）第44回朝日文化賞
- 1979年（昭和54年）勲二等瑞宝章
- 1980年（昭和55年）文化功労者
- 1988年（昭和63年）文化勲章
- 1991年（平成3年）贈従三位（没時叙位）、贈勲一等瑞宝章（没時陞叙）

## 主な著書
自著には、学問研究の発展のために「著書として刊行したものは天下の公器だから、引用や転載は著者の了承がなくてもかまわない。自由に使って下さい」と明記した。
- 『日本上代の甲冑』創元社、1944年
- 『日本の古墳』朝日新聞社、1961年
- 『考古学の窓』学生社、1968年 ISBN 4-311-20023-4
- 『古墳』学生社、1969年9月 ISBN 4-311-20040-4
- 『日本武器概説』社会思想社、1971年
- 『池の文化』学生社、1972年 ISBN 4-311-20005-6
- 『古墳の航空大観 全3巻』学生社、1975年1月 ISBN 4-311-75001-3
- 『考古学十二話』中央公論社、1976年 ISBN 4-12-000667-0
- 『考古ものがたり 一学徒の研究史』読売新聞社、1976年
- 『神話と考古学の間』創元社、1980年 ISBN 4-422-20111-5
- 『和泉黄金塚古墳』東京堂出版、1980年 ISBN 4-490-20047-1
- 『古墳の航空写真集』学生社、1980年9月 ISBN 4-311-75006-4
- 『考古学調査に末永大作戦』ブレーンセンター、1983年8月 ISBN 4-8339-0112-9
- 『近畿古文化の研究』大塚巧芸社、1984年 ISBN 4-311-75012-9
- 『高松塚行幸記』雄山閣、1984年6月 ISBN 4-639-00363-3
- 『日本考古学への道 一学徒が越えた』雄山閣、1986年1月 ISBN 4-639-00540-7
- 『はにわ読本』雄山閣、1987年6月 ISBN 4-639-00652-7
- 『末永雅雄著作集 全5巻』雄山閣、1990年 ISBN 4-639-00957-7
- 『古墳の航空大観 写真篇』学生社、1999年4月 ISBN 4-311-75026-9
- 『末永雅雄が語る大和発掘物語』橿原考古学協会、2004.8

## 記念論集
- 『末永先生古稀記念古代学論叢』（同記念会、1967年）
- 『末永先生米寿記念献呈論文集』乾・坤（同記念会、1985年）

## 関連文献
- 『考古学京都学派』 角田文衛編、雄山閣出版、増補1997